# Daniel Kovac
Daniel Kovac (Črna na Koroškem, 27 september 1956) is een Sloveens zanger en presentator.

## Biografie
Kovac werd in 1956 geboren in het Joegoslavische Črna na Koroškem, maar verhuisde in 1968 samen met zijn familie naar West-Duitsland. In de jaren tachtig werd hij televisiepresentator voor de muziekzender Musicbox en radiopresentator voor de Bayerischer Rundfunk. Componist Ralph Siegel bood hem in 1990 aan om een lied van zijn hand te brengen in de nationale preselectie voor het Eurovisiesongfestival, in een duet met de Chris Kempers. Met het nummer Frei zu leben won het duo de nationale finale, waardoor het naar het Eurovisiesongfestival 1990 mocht in het Joegoslavische Zagreb. Daar eindigde het duo als negende op 22 deelnemers.
Na zijn doortocht op het Eurovisiesongfestival werd Kovac presentator op VH1. Hij is ook leider van zijn eigen band.
1956: Freddy Quinn + Walter Andreas Schwarz · 
1957: Margot Hielscher · 
1958: Margot Hielscher · 
1959: Alice & Ellen Kessler · 
1960: Wyn Hoop · 
1961: Lale Andersen · 
1962: Conny Froboess · 
1963: Heidi Brühl · 
1964: Nora Nova · 
1965: Ulla Wiesner · 
1966: Margot Eskens · 
1967: Inge Brück · 
1968: Wenche Myhre · 
1969: Siw Malmkvist · 
1970: Katja Ebstein · 
1971: Katja Ebstein · 
1972: Mary Roos · 
1973: Gitte · 
1974: Cindy & Bert · 
1975: Joy Fleming · 
1976: Les Humphries Singers · 
1977: Silver Convention · 
1978: Ireen Sheer · 
1979: Dschinghis Khan · 
1980: Katja Ebstein · 
1981: Lena Valaitis · 
1982: Nicole · 
1983: Hoffmann & Hoffmann · 
1984: Mary Roos · 
1985: Wind · 
1986: Ingrid Peters · 
1987: Wind · 
1988: Maxi & Chris Garden · 
1989: Nino de Angelo · 
1990: Chris Kempers & Daniel Kovac · 
1991: Atlantis 2000 · 
1992: Wind · 
1993: Münchener Freiheit · 
1994: Mekado · 
1995: Stone & Stone · 
1997: Bianca Shomburg · 
1998: Guildo Horn & Die Orthopädischen Strümpfe · 
1999: Sürpriz · 
2000: Stefan Raab · 
2001: Michelle · 
2002: Corinna May · 
2003: Lou · 
2004: Max · 
2005: Gracia · 
2006: Texas Lightning · 
2007: Roger Cicero · 
2008: No Angels · 
2009: Alex Swings Oscar Sings · 
2010: Lena Meyer-Landrut · 
2011: Lena Meyer-Landrut · 
2012: Roman Lob · 
2013: Cascada · 
2014: Elaiza · 
2015: Ann Sophie · 
2016: Jamie-Lee Kriewitz · 
2017: Levina · 
2018: Michael Schulte · 
2019: S!sters · 
2021: Jendrik Sigwart · 
2022: Malik Harris · 
2023: Lord of the Lost · 
2024: Isaak · 
2025: Abor & Tynna
- Gemeinsame Normdatei: 13466809X
- International Standard Name Identifier: 0000 0004 0780 1230
- MusicBrainz: 4fb33228-dc47-404c-994e-85b4d0122b11
- Virtual International Authority File: 79721837
- WorldCat: E39PBJbH3VCyhhyFtfTtF6Vt8C